# Ротруд
Ротруд (нім. Rotrud (Hruodtrud), 775 — 6 червня 810) — старша дочка Карла Великого і Хільдегард з Вінцгау, названа на честь прабабці Ротруд Трирської.
За пропозицією візантійської імператриці Ірини 781 року в Римі відбулися заручини 6-річної Ротруд з 10-річним Костянтином VI Сліпим. Для викладання грецької мови і традицій Візантії з Константинополя був відісланий євнух Еліссеос (Elissaios). 
Через дедалі більші розбіжності між двома імперіями майбутній шлюб не відбувся, укладена весільна угода була скасована 787 року.
У незаконному зв’язку з графом Менським Роргоном I Ротруд народила Людовика Менського, який став згодом абатом монастирів Сен-Дені, Сен-Рік’е і Сен-Вандріль (Фонтенель). 